# Bolšoj

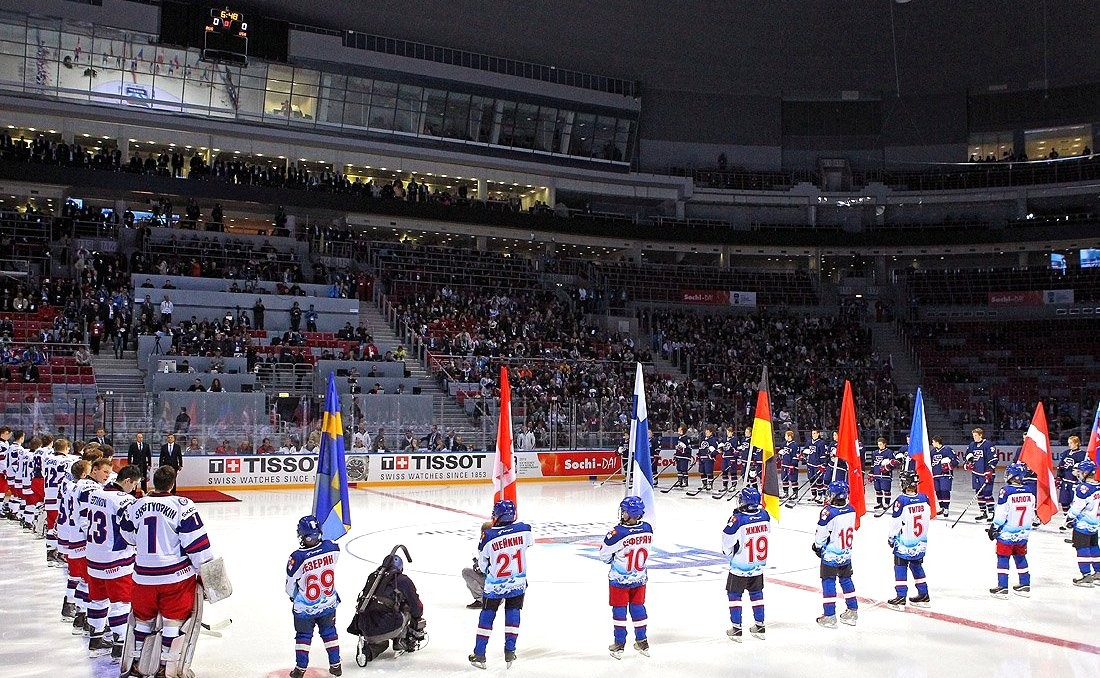
Zahájení mistrovství světa v ledním hokeji do 18 let 2013

Zimní stadion Bolšoj (rusky Ледовый дворец «Большой» – Ledovyj dvorec „Bolšoj“) je víceúčelový stadion v Soči v Rusku. Stavěl se v letech 2009–2012. Při využití na lední hokej má dvanáct tisíc míst pro diváky a stál v přepočtu 300 miliónů dolarů. Aréna byla navržena tak aby se podobala zmrazené kapce vody, vnější plášť na střeše obsahující LED světla osvětluje arénu v noci.
Prvním významnějším turnajem, který se na něm uskutečnil, bylo mistrovství světa v ledním hokeji do 18 let 2013, ale stavěn byl zejména pro Zimní olympijské hry 2014, kdy byl spolu se stadion Šajba místem konání turnaje v ledním hokeji.
Po skončení her aréna hostí řadu sportů, je využitá jako zábavní a koncertní centrum. Hraje zde nový tým KHL, Sočinskije Leopardy.